# Крістін Еберсоул
Крістін Еберсоул (англ. Christine Ebersole; нар. 21 лютого 1953, м. Чикаго, Іллінойс, США) — американська актриса і співачка, лауреатка двох премій «Тоні».

## Життя і кар'єра
Крістін Еберсоул народилася 1953 року в американському селищі Віннетка, штат Іллінойс, де навчалася в New Trier High School. Пізніше вона закінчила MacMurray College в Джексонвіллі, штат Іллінойс та American Academy of Dramatic Arts.
Еберсоул виступала в популярному комедійному шоу «Суботнього вечора в прямому ефірі» в 1981—1982 роках. Пізніше вона знялася в мильній опері «Одне життя, щоб жити» і з'явилася в сіткомі «Валері». На телебаченні вона також з'явилася в таких шоу, як «Вілл та Грейс», «Няня», «Журнал мод», «Еллі Макбіл», «Мерфі Браун», «Юристи Бостона» та багатьох інших. На великому екрані вона з'явилася в таких фільмах як «Тутсі», «Амадей», «Мак і я», «Моя дочка 2», «Багатенький Річі» та «Вислизаючий ідеал».
Еберсоул перш за все відома завдяки своїй роботі на бродвейській сцені. Вона виграла дві премії «Тоні» за найкращу жіночу роль у мюзиклі: у 2001 за 42nd Street, і в 2007 році за Grey Gardens. Вона також виграла премії «Драма Деск» і Obie в 2006, а також була номінована на «Еммі» в 1984 році.
Вона була одружена двічі. Її останній чоловік — Пітер Бергман, актор мильних опер. Її племінниця Джанель Молоні — також акторка.

## Фільмографія
| Рік  | Назва                               | Роль                     | Примітки    |
| ---- | ----------------------------------- | ------------------------ | ----------- |
| 1982 | Тутсі                               | Лінда                    |             |
| 1984 | Амадей                              | Катерина Кавалієрі       |             |
| 1984 | Викрадач сердець                    | Джені Пойнтер            |             |
| 1988 | Мак і я                             | Джанет Круз              |             |
| 1990 | Тато - привид                       | Керол                    |             |
| 1991 | Померти знову                       | Лідія Ларсен             |             |
| 1992 | Народ!                              | Арлін Олдріч             |             |
| 1992 | The Lounge People                   | Синтія Льюїс             |             |
| 1994 | Моя донька 2                        | Роза Зігмонд             |             |
| 1994 | Багатенький Річі                    | Регіна Річ               |             |
| 1996 | Чорна вівця                         | Губернатор Евелін Трейсі |             |
| 1996 | Пиріг на небі                       | Мама Данлап              |             |
| 1997 | 'Доки ти не був ти' '               |                          |             |
| 1999 | Мій улюблений марсіанин             | Місіс Браун              |             |
| 1999 | Справжній злочин                    | Бріджит Россітер         |             |
| 2009 | Зізнання шопоголіка                 | Ведуча телешоу           |             |
| 2010 | The Drawn Together Movie: The Movie | Bossom Friends Singer    |             |
| 2013 | Велике весілля                      | Маффін О'Коннор          |             |
| 2013 | Вовк з Уолл-стріт                   | Лія Белфорт              |             |
| 2019 | Всесвіт Стівена: фільм              | Білий діамант            | озвучування |
| 2019 | Під'їзні шляхи                      | Лінда                    |             |